# Kölhalning (bestraffning)

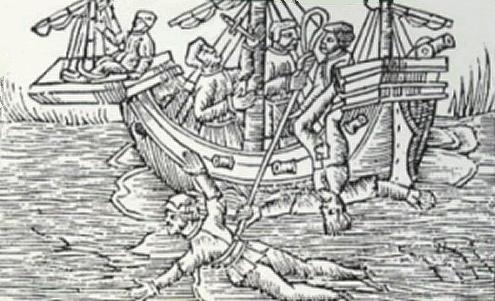
Kölhalning.

Kölhalning som bestraffning innebär att en besättningsman på ett fartyg binds med rep. Han kastas överbord från båtens ena sida, dras under kölen och sedan upp på båtens andra sida.
Det är ett straff som tidigare förekommit ombord på fartyg för relativt grova brott såsom stöld. Vid grövre brott kunde kölhalningen upprepas, vilket ofta slutade med att den straffade dog. Kölhalning avskaffades i Sverige 1755. I Nederländerna avskaffades den formellt 1855, men hade då länge varit ur bruk. Den brittiska flottan hade aldrig kölhalning som officiell påföljd, men det skall ändå ha förekommit i enstaka fall.
Eftersom skeppets skrov ofta var täckt av rankfotingar med vassa skal hände det att offer som drogs snabbt längs kölen förblödde. Drogs man långsamt kunde kroppsvikten göra att man undvek rankfotingarna, men då hände det ofta att offret drunknade istället. En annan vanlig orsak till en kölhalning med dödlig utgång, i synnerhet om skeppet varit i rörelse, var huvudskador efter att detta träffat skrovet eller kölen.